# 10弦ギター

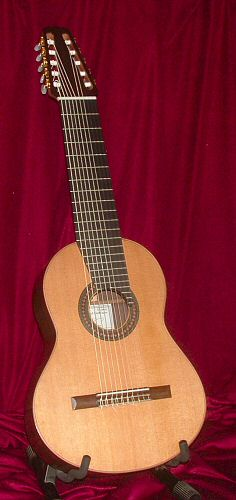
10弦ギター

10弦ギター（じゅうげんギター）は、スペインのギタリストのナルシソ・イエペス、同国のギター製作者ホセ・ラミレス3世の共同開発したギターを指す。一般的なギター (6弦)に低音部の弦を4本追加したもので、演奏のためというよりも、倍音を均等にすることを目的として設計された。調弦は7弦を6弦の長3度下のC、8弦をB♭1、9弦をG♯1、10弦をF♯1とする。これはイエペス式と呼ばれるもので、現在ではリュート式、ロマンティック式などさまざまな調弦方法が考案されている。
6弦ギターでオクターブの12音を弾いた時、響きが豊かな音とやせた音とのばらつきがある。楽器の音は、倍音と呼ばれる音程の異なる音が重なっているため奥行きと響きのある音になる。ピアノはすべての音が均等に倍音を持つので、非常に豊かな響きになるが、そのままでは濁ってしまうため、ペダルによってその響きをコントロールしている。イエペスは、ピアノと違って響きが不均等なギターの音に不満を感じ、ピアノのような豊かな音をギターでも実現することを考え、4本の共鳴用弦を追加することを選択した。10弦ギターは、6弦ギターに比べると非常に豊かな響きの音になっていて、常にベース音が鳴っているような錯覚がする不思議な響きを醸し出すのが特徴になっている。いわば、ピアノのペダルを踏みっぱなしの状態に似ている。そのため、逆に響きすぎて音のクリアさが阻害されるため、演奏者は効果的に消音をする必要に迫られる。いかに余分な音を消して、クリアな演奏をするかが、10弦ギタリストが常に抱えている課題である。10弦ギターに持ち替えた後のイエペスの演奏がとかく無機的との評があった理由も、この消音問題が背景にあるとされる。
なお、イエペスが生前使用していたギターはen:Ignacio Fleta作の世界に2台しか存在しない10弦ギターである。（もう一台は柿沼宏嗣氏が使用している）
当初はイエペス以外弾ける人はいないとまで言われた10弦ギターであったが、その魅力に惹かれた人は少なくなく、現在では世界中にプロの演奏家や愛好者が増えている。日本の10弦ギタリストとしては世界でも活躍している柿沼宏嗣、ナルシソ・イエペスの最後の弟子の柿沼苗由美マリアテレサ、そして小川和隆や河野賢、井田英夫、広瀬達彦、大野元毅などがよく知られている。海外には、米国の10弦ギタリストであるジャネット・マーロウが主催する国際10弦ギター協会というプロアマを問わず10弦ギターを愛好するギタリストが集うグループがあり、2005年から毎年夏にフェスティバルを開催している。10弦ギターには工場生産品はないが、個人のギター製作者が注文制で製作している。
クラシックだけではなく、ジャズやロックの分野にも進出しており、エレアコ、エレクトリックギター、ジャズギター、サイレントギター各分野に10弦が存在している。10弦ギターに刺激されたせいか、その後11弦ギターや14弦ギター、ハープギターなど、弦の数を増やしたギターが多数登場している。
一方、B.C.リッチの10弦ギターは、12弦ギターから低音側の2弦を抜いたものである。